# Гэффорд, Дэниэл
Дэниэл Гэффорд (англ. Daniel Gafford; род. 1 октября 1998, Эль-Дорадо, Арканзас) — американский профессиональный баскетболист, выступающий за клуб «Даллас Маверикс» в НБА. Был выбран на драфте НБА 2019 года во 2-м раунде под 38-м номером клубом «Чикаго Буллз». Играет на позиции тяжёлого форварда и центрового.

## Профессиональная карьера

### Чикаго Буллз (2019—2021)
Гэффорд был выбран на драфте НБА 2019 года под 38-м номером клубом «Чикаго Буллз». 8 июля 2019 года Гэффорд подписал контракт с «Буллз». 26 октября 2019 года Гэффорд дебютировал в НБА. В своём первом сезоне Гэффорд также сыграл 3 матча в Джи-Лиге за «Винди-Сити Буллз».

### Вашингтон Уизардс (2021—2024)
25 марта 2021 года Гэффорд был обменян в «Вашингтон Уизардс» в рамках сделки с участием «Бостон Селтикс».
18 октября 2021 года Гэффорд продлил с «Уизардс» контракт на три года и 40,2 миллиона долларов.
7 марта 2023 года Гаффорд забил бросок с сиреной, который принес победу над «Детройт Пистонс».

### Даллас Маверикс (2024—настоящее время)
8 февраля 2024 года Гэффорд был обменян в «Даллас Маверикс» в рамках сделки с «Вашингтон Уизардс». Через два дня, 10 февраля, Гэффорд дебютировал в составе «Маверикс», набрав 19 очков и сделав девять подборов в победе над «Оклахома-Сити Тандер» со счетом 146-111.
Вскоре после прихода в «Маверикс» Гэффорд установил рекорд по количеству заброшенных мячей - 33 подряд, уступив только рекорду Уилта Чемберлена - 35. Эта серия длилась с 5 по 13 марта 2024 года.
Сезон 2023/24 Гэффорд закончил в ранге лидера НБА по проценту реализации бросков с игры (72,5%), реализовав 348 из 480 бросков. Гэффорд помог «Маверикс» дойти до финала НБА, где они уступили «Бостон Селтикс» в пяти матчах.
15 января 2025 года Гэффорд набрал максимальные в карьере 27 очков и 12 подборов в матче с «Нью-Орлеан Пеликанс» (119:116). 20 января Гэффорд набрал максимальные в карьере 31 очко, а также 15 подборов, семь блоков, три передачи и один перехват в матче с «Шарлотт Хорнетс» (110:105).

## Статистика

### Статистика в НБА
| Сезон                                                                                    | Команда   | Регулярный сезон | Регулярный сезон | Регулярный сезон | Регулярный сезон | Регулярный сезон | Регулярный сезон | Регулярный сезон | Регулярный сезон | Регулярный сезон | Регулярный сезон | Регулярный сезон | Серия плей-офф | Серия плей-офф | Серия плей-офф | Серия плей-офф | Серия плей-офф | Серия плей-офф | Серия плей-офф | Серия плей-офф | Серия плей-офф | Серия плей-офф | Серия плей-офф |
| Сезон                                                                                    | Команда   | GP               | GS               | MPG              | FG%              | 3P%              | FT%              | RPG              | APG              | SPG              | BPG              | PPG              | GP             | GS             | MPG            | FG%            | 3P%            | FT%            | RPG            | APG            | SPG            | BPG            | PPG            |
| ---------------------------------------------------------------------------------------- | --------- | ---------------- | ---------------- | ---------------- | ---------------- | ---------------- | ---------------- | ---------------- | ---------------- | ---------------- | ---------------- | ---------------- | -------------- | -------------- | -------------- | -------------- | -------------- | -------------- | -------------- | -------------- | -------------- | -------------- | -------------- |
| 2019/20                                                                                  | Чикаго    | 43               | 7                | 14,2             | 70,1             | -                | 53,3             | 2,5              | 0,5              | 0,3              | 1,3              | 5,1              | Не участвовал  | Не участвовал  | Не участвовал  | Не участвовал  | Не участвовал  | Не участвовал  | Не участвовал  | Не участвовал  | Не участвовал  | Не участвовал  | Не участвовал  |
| 2020/21                                                                                  | Чикаго    | 31               | 11               | 12,4             | 69,0             | -                | 65,9             | 3,3              | 0,5              | 0,4              | 1,1              | 4,7              | Не участвовал  | Не участвовал  | Не участвовал  | Не участвовал  | Не участвовал  | Не участвовал  | Не участвовал  | Не участвовал  | Не участвовал  | Не участвовал  | Не участвовал  |
| 2020/21                                                                                  | Вашингтон | 23               | 0                | 17,8             | 68,1             | -                | 67,2             | 5,6              | 0,5              | 0,7              | 1,8              | 10,1             | 5              | 2              | 23,4           | 84,6           | -              | 62,5           | 5,8            | 0,6            | 1,0            | 2,0            | 11,8           |
| 2021/22                                                                                  | Вашингтон | 72               | 53               | 20,1             | 69,3             | 0,0              | 69,9             | 5,7              | 0,9              | 0,4              | 1,4              | 9,4              | Не участвовал  | Не участвовал  | Не участвовал  | Не участвовал  | Не участвовал  | Не участвовал  | Не участвовал  | Не участвовал  | Не участвовал  | Не участвовал  | Не участвовал  |
| 2022/23                                                                                  | Вашингтон | 78               | 47               | 20,6             | 73,2             | -                | 67,9             | 5,6              | 1,1              | 0,4              | 1,3              | 9,0              | Не участвовал  | Не участвовал  | Не участвовал  | Не участвовал  | Не участвовал  | Не участвовал  | Не участвовал  | Не участвовал  | Не участвовал  | Не участвовал  | Не участвовал  |
| 2023/24                                                                                  | Вашингтон | 45               | 45               | 26,5             | 69,0             | -                | 70,6             | 8,0              | 1,5              | 1,0              | 2,2              | 10,9             | Не участвовал  | Не участвовал  | Не участвовал  | Не участвовал  | Не участвовал  | Не участвовал  | Не участвовал  | Не участвовал  | Не участвовал  | Не участвовал  | Не участвовал  |
| 2023/24                                                                                  | Даллас    | 29               | 21               | 21,5             | 78,0             | -                | 60,7             | 6,9              | 1,6              | 0,7              | 1,9              | 11,2             | 22             | 22             | 20,2           | 63,4           | -              | 63,1           | 5,5            | 0,7            | 0,3            | 1,5            | 9,0            |
|                                                                                          | Всего     | 321              | 184              | 19,5             | 71,1             | 0,0              | 66,8             | 5,4              | 1,0              | 0,5              | 1,5              | 8,7              | 27             | 24             | 20,8           | 67,1           | -              | 62,9           | 5,6            | 0,7            | 0,4            | 1,6            | 9,5            |
| Наведите курсор мыши на аббревиатуры в заголовке таблицы, чтобы прочесть их расшифровку. |           |                  |                  |                  |                  |                  |                  |                  |                  |                  |                  |                  |                |                |                |                |                |                |                |                |                |                |                |

### Статистика в Джи-Лиге
| Сезон                                                                                    | Команда          | Регулярный сезон | Регулярный сезон | Регулярный сезон | Регулярный сезон | Регулярный сезон | Регулярный сезон | Регулярный сезон | Регулярный сезон | Регулярный сезон | Регулярный сезон | Регулярный сезон | Серия плей-офф | Серия плей-офф | Серия плей-офф | Серия плей-офф | Серия плей-офф | Серия плей-офф | Серия плей-офф | Серия плей-офф | Серия плей-офф | Серия плей-офф | Серия плей-офф |
| Сезон                                                                                    | Команда          | GP               | GS               | MPG              | FG%              | 3P%              | FT%              | RPG              | APG              | SPG              | BPG              | PPG              | GP             | GS             | MPG            | FG%            | 3P%            | FT%            | RPG            | APG            | SPG            | BPG            | PPG            |
| ---------------------------------------------------------------------------------------- | ---------------- | ---------------- | ---------------- | ---------------- | ---------------- | ---------------- | ---------------- | ---------------- | ---------------- | ---------------- | ---------------- | ---------------- | -------------- | -------------- | -------------- | -------------- | -------------- | -------------- | -------------- | -------------- | -------------- | -------------- | -------------- |
| 2019/20                                                                                  | Винди-Сити Буллз | 3                | 3                | 28,8             | 80,6             | -                | 16,7             | 8,3              | 0,7              | 2,0              | 2,7              | 17,3             | Не участвовал  | Не участвовал  | Не участвовал  | Не участвовал  | Не участвовал  | Не участвовал  | Не участвовал  | Не участвовал  | Не участвовал  | Не участвовал  | Не участвовал  |
|                                                                                          | Всего            | 3                | 3                | 28,8             | 80,6             | -                | 16,7             | 8,3              | 0,7              | 2,0              | 2,7              | 17,3             | Не участвовал  | Не участвовал  | Не участвовал  | Не участвовал  | Не участвовал  | Не участвовал  | Не участвовал  | Не участвовал  | Не участвовал  | Не участвовал  | Не участвовал  |
| Наведите курсор мыши на аббревиатуры в заголовке таблицы, чтобы прочесть их расшифровку. |                  |                  |                  |                  |                  |                  |                  |                  |                  |                  |                  |                  |                |                |                |                |                |                |                |                |                |                |                |

### Статистика в NCAA
| Сезон | Команда  | Conf  | Class | GP | GS | MPG  | FG%  | 3P% | FT%  | RPG | APG | SPG | BPG | PPG  |
| --- | -------- | ----- | ----- | -- | -- | ---- | ---- | --- | ---- | --- | --- | --- | --- | ---- |
| 2017/18 | Арканзас | SEC   | FR    | 35 | 26 | 22,6 | 60,5 |     | 52,8 | 6,2 | 0,7 | 0,5 | 2,2 | 11,8 |
| 2018/19 | Арканзас | SEC   | SO    | 32 | 32 | 28,7 | 66,0 |     | 59,1 | 8,7 | 0,7 | 0,9 | 2,0 | 16,9 |
| Всего | Всего    | Всего | Всего | 67 | 58 | 25,5 | 63,5 |     | 56,2 | 7,4 | 0,7 | 0,7 | 2,1 | 14,3 |
| Наведите курсор мыши на аббревиатуры в заголовке таблицы, чтобы прочесть их расшифровку Статистика приведена с сайта sports-reference.com |          |       |       |    |    |      |      |     |      |     |     |     |     |      |